# Olympische Jugend-Sommerspiele 2010/Teilnehmer (Honduras)
| Gelbes Symbol für Goldmedaillen mit stilisierten Olympischen Ringen | Graues Symbol für Silbermedaillen mit stilisierten Olympischen Ringen | Braundes Symbol für Bronzemedaillen mit stilisierten Olympischen Ringen |
| ------------------------------------------------------------------- | --------------------------------------------------------------------- | ----------------------------------------------------------------------- |
| —                                                                   | —                                                                     | —                                                                       |

Die Jugend-Olympiamannschaft aus Honduras für die I. Olympischen Jugend-Sommerspiele vom 14. bis 26. August 2010 in Singapur bestand aus vier Athleten.

## Athleten nach Sportarten

### Gewichtheben
Jungen
- Cristopher Pavón
Schwergewicht: 6. Platz

### Judo
Jungen
- Kevin Fernández
Klasse bis 81 kg: 9. Platz
Mixed Bronze  (im Team Tokio)

### Schwimmen
| Mädchen - Karen Vilorio 200 m Rücken: 26. Platz 200 m Lagen: 21. Platz | Jungen - Allan Gutiérrez Castro 200 m Freistil: 28. Platz 400 m Freistil: 22. Platz |